# محمد علي (عازف جاز)
محمد علي (بالإنجليزية: Muhammad Ali)‏ هو عازف جاز أمريكي، ولد في 23 ديسمبر 1936 في فيلادلفيا في الولايات المتحدة.

## وصلات خارجية
- محمد علي على موقع ميوزك برينز (الإنجليزية)
- محمد علي على موقع ميوزك برينز (الإنجليزية)
- محمد علي على موقع أول ميوزيك (الإنجليزية)
- محمد علي على موقع ديسكوغز (الإنجليزية)
- محمد علي على موقع ديسكوغز (الإنجليزية)